# HH-53 (航空機)
HH-53 ペイブロウIII
MH-53J ペイブロウIIIE
- 用途：戦闘捜索救難・特殊作戦
- 分類：大型ヘリコプター
- 製造者：シコルスキー・エアクラフト
- 運用者： アメリカ合衆国（アメリカ空軍）
- 初飛行：1967年3月15日
- 生産数：72機
- 運用開始：1967年
- 退役：2008年9月30日
- 運用状況：退役
- ユニットコスト：MH-53J：4,000万ドル（2001年）
- 原型機：CH-53 シースタリオン

HH-53 ペイブロウIII（英語: HH-53 Pave Low III）は、アメリカ合衆国のシコルスキー・エアクラフト社製のヘリコプター。大型輸送ヘリコプターであるCH-53をもとに、アメリカ空軍の戦闘捜索救難（CSAR）任務に対応した発展型であり、後には特殊作戦にも対応したMH-53J/Mへと発展した。

## HH-53B/C スーパージョリーグリーン
ベトナム戦争での戦闘捜索救難（CSAR）任務において、アメリカ空軍は当初、H-43を投入していたが、これは元々が飛行場付近での救難用の機体であり、装備も航続性能も限定的であったため、次にCH-3Cを元にしたHH-3Eが開発された。こちらは大型の機体に装甲やドアガンを装備し、HC-130からの空中給油にも対応するなど性能は飛躍的に向上しており、「ジョリーグリーンジャイアント」として親しまれたものの、高温多湿のベトナムで、場合によっては山岳地でホバリングを強いられるという過酷な環境下では、同機ですら性能不足を否めない状況も発生した。
この問題に対して、アメリカ空軍は、海兵隊の新型輸送ヘリコプターであるCH-53 シースタリオンに着目した。1966年9月、CH-53Aの機体をもとにエンジンをT64-GE-3（出力2,297 kW / 3,080 shp）に換装するとともにHH-3Eと同様の装備を施したHH-53Bが発注されて、1967年6月より引き渡しが開始された。また1968年8月からは、エンジンをT64-GE-7（出力2,927 kW / 3,925 shp）に換装したHH-53Cの引き渡しが開始された。これらの機体は、当初はその大きさにちなんで「バフ」（Buffs: big, ugly, fat fellows）と称されていたが、後には「スーパージョリーグリーン」（Super Jolly Greens）と称されるようになった。

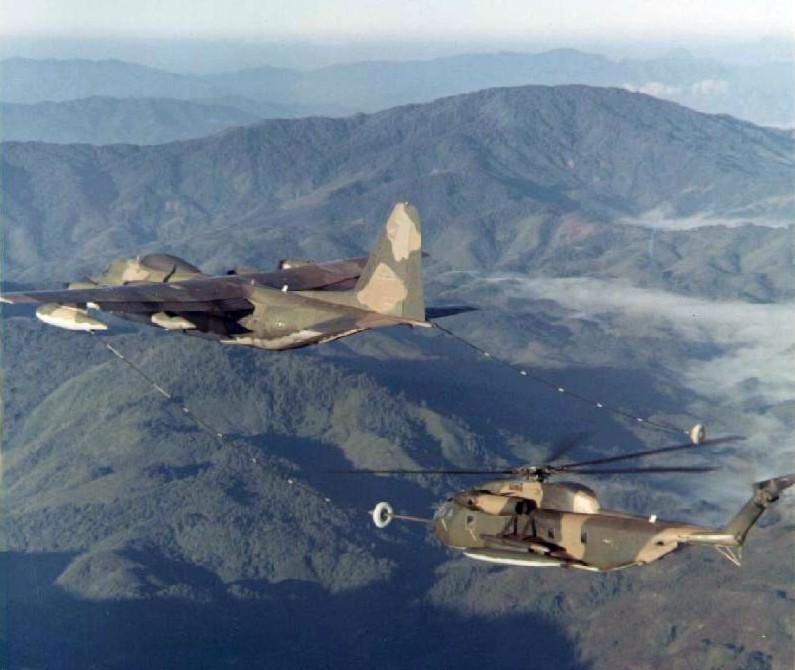
北ベトナム上空で、HC-130Pからの空中給油を受けるHH-53B
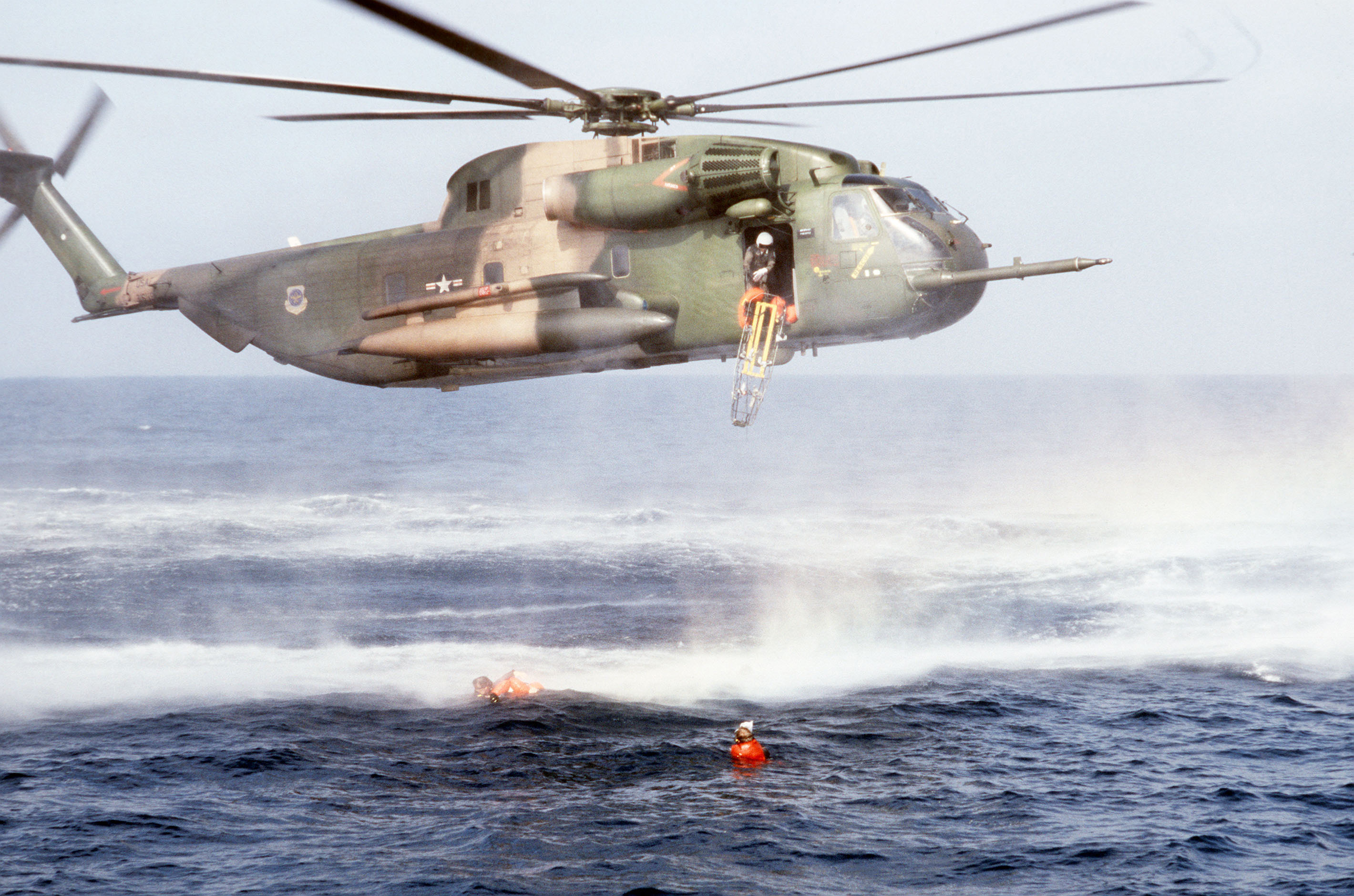
洋上でホバリングするHH-53C

### ペイブスターとペイブIMP
HH-53Cの登場で、機体性能はおおむね満足できる水準に達すると、夜間・荒天時の作戦能力が次の課題となった。1967年、空軍はシコルスキー社に対して、これらの作戦能力を実現するためのミッションシステムの開発を発注し、計画名はペイブスター（Pave Star）と称された。しかしこのシステムは新開発の部分が多く、機体にかなりの改装を加える必要があったため、かなりの期間・コストを要することが判明し、1970年には計画の中止が決定された。
ペイブスター計画の終了によって余剰となった予算は空軍システム軍団の航空システム部門に振り分けられ、ペイブIMP計画に投入された。これは低光量テレビなどを用いて、ペイブスターよりも漸進的なLNRS（Limited Night Recovery System）を開発するものであり、1970年より運用試験を開始した。試験の結果は必ずしも満足できるものではなかったが、戦時下においてCSARの要請は喫緊の課題であり、そして同機は限定的とはいっても夜間作戦能力を有する唯一の機材だったことから、結局、LNRSを搭載したHH-53C 2機がタイのナコーンパノム基地 (NKP) において即応待機の体制に入った。

## HH-53H ペイブロウIII

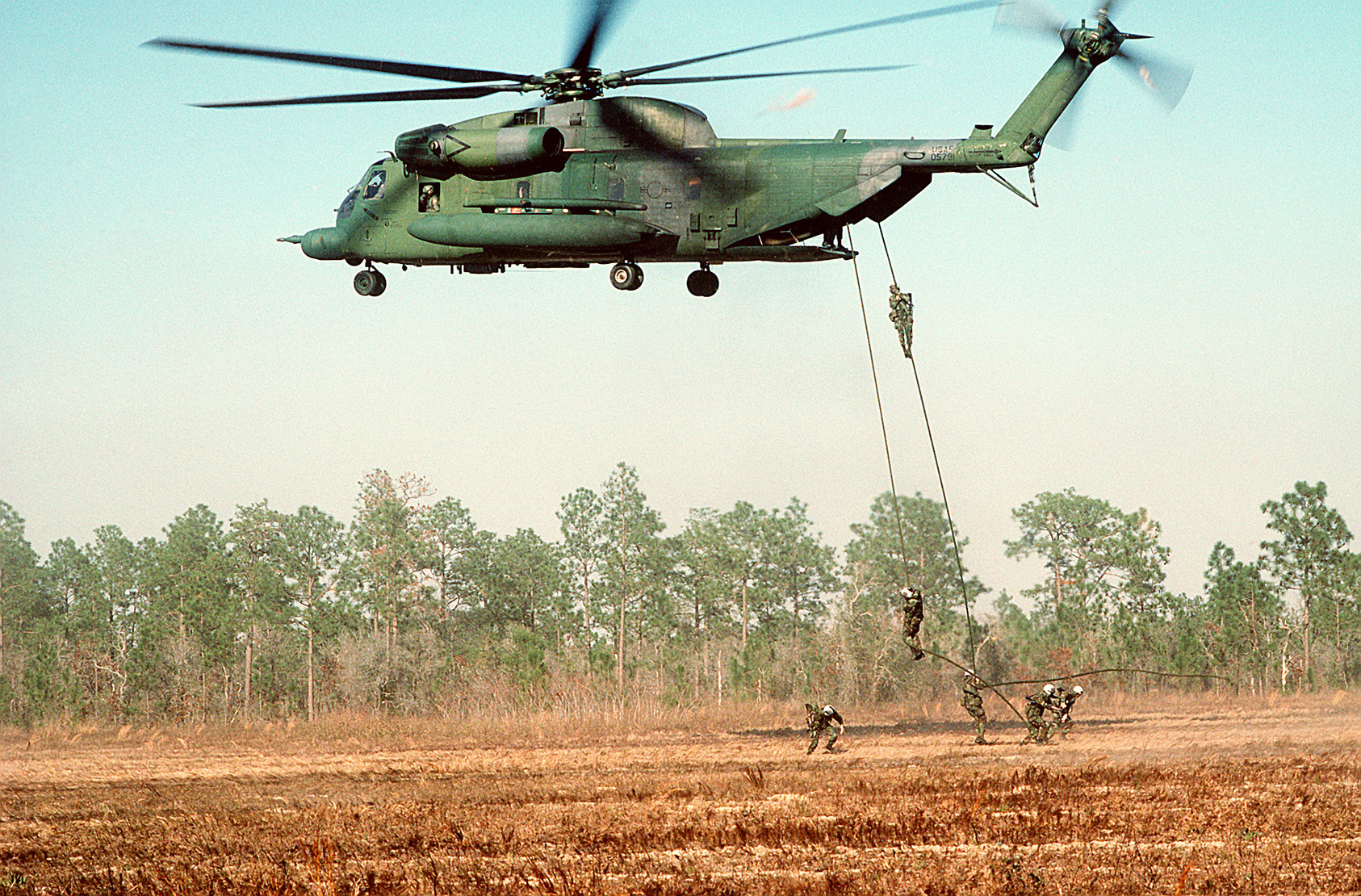
戦闘管制チームを降下させるMH-53H

ペイブスター計画の挫折やLNRSの運用試験を踏まえて、空軍は1972年よりペイブロウ（Pave Low）計画を開始した。LNRSの運用試験で指摘された課題の一つが地形追従レーダーの欠如であったことから、1972年初頭には、陸軍から調達したAN/APQ-141レーダーをHH-53B（#66-14433号機）に搭載して試験が開始された。同年12月まで試験が行われたのち、その成果を踏まえて、ミッションシステム全体を開発するペイブロウII計画が着手された。#66-14433号機をテストベッドとして3段階の研究開発を行ったのち、8機のHH-53B/Cを同規格に改修する計画であったが、所要の費用は、当初見積もりの1420万ドルから2000万ドルへと高騰していた。
この問題に対し、1974年2月より、オフザシェルフ化によって低コスト化したミッションシステムを開発するペイブロウIII計画が開始された。引き続き#66-14433号機がテストベッドとなり、ドップラーレーダーをA-7攻撃機と同型のAN/APQ-126に変更するとともに慣性航法装置（INS）と連接し、またFLIRも搭載された。1975年初頭よりこれらの新装備が順次に搭載されて、6月9日に初飛行が行われた。これに続いて更に8機のHH-53CがペイブロウIII規格に改修されることになり、1979年3月13日より引き渡しを開始した。これらの機体の正式呼称はHH-53Hに変更された。その後、1985年8月にHH-60の計画が中止されると、1984年に失われた2機のHH-53Hの代替として、2機のCH-53CがペイブロウIII規格に改修された。

## MH-53J ペイブロウIIIE

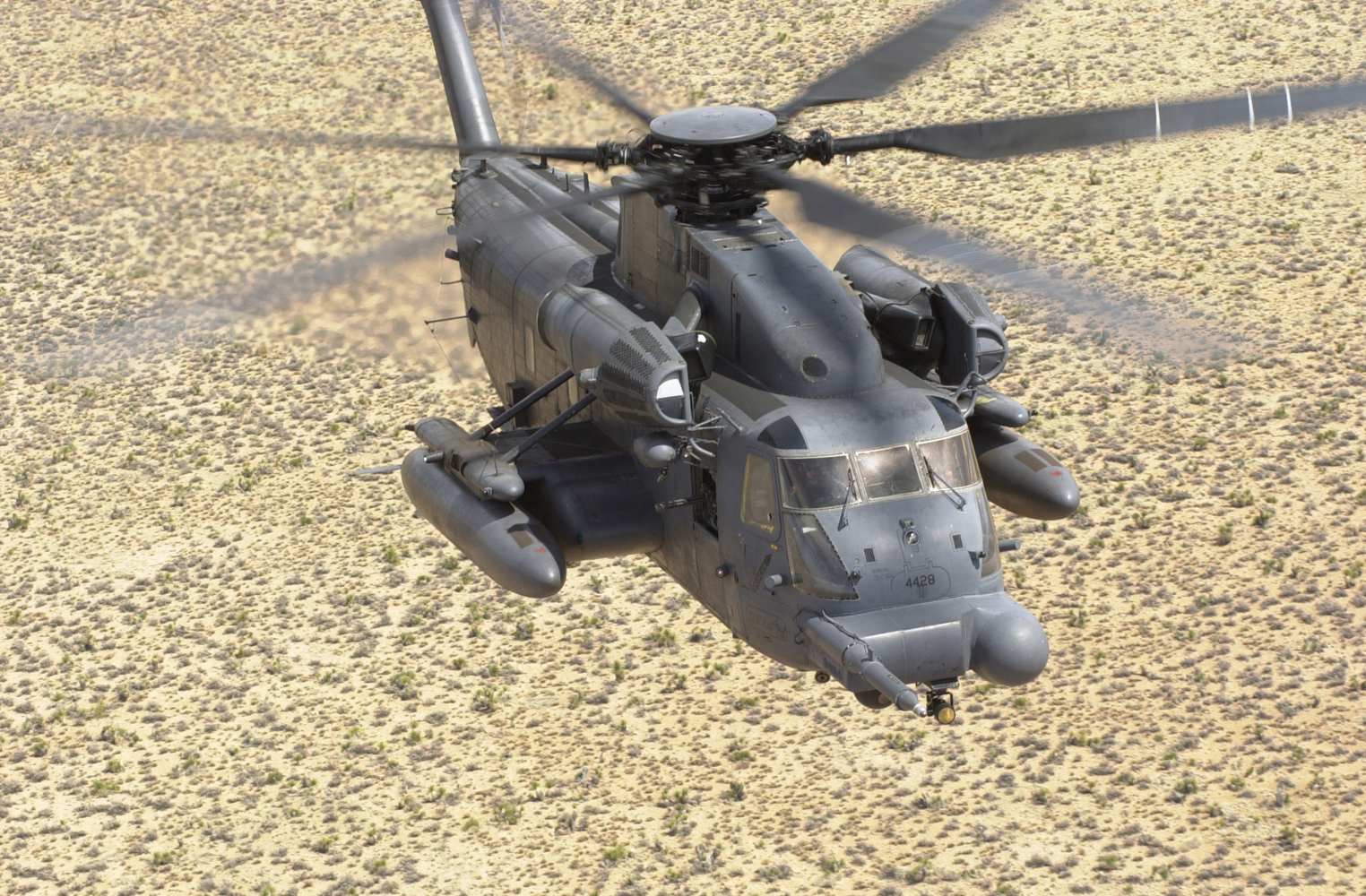
MH-53J

1980年4月のライスボール作戦の失敗はアメリカ軍の特殊作戦部隊にとって大きな教訓となったが、同作戦に動員されたRH-53Dヘリコプターとその乗員が特殊作戦のための装備・要員ではなかったことが失敗の大きな原因になったと指摘されたこともあって、これに続く第2の作戦として計画されたハニーバジャー作戦では空軍のHH-53H部隊が投入されることになり、この時点で可動状態にあったHH-53Hの全てにあたる9機とHH-53B/C 6機が動員される計画であった。後に人質が解放されたため、ハニーバジャー作戦が実行に移されることはなかったものの、その作戦のために準備を重ねたことは、アメリカ軍の特殊作戦能力を大きく向上させていた。
HH-53H部隊の場合、この準備の過程でCSAR任務にとどまらない総合的な特殊作戦に習熟したことで、以後、様々な特殊作戦に投入されるようになっていった。この結果、ハニーバジャー作戦のために動員された9機のHH-53Hはそのまま戦術航空軍団（TAC）に移管されて特殊作戦に供されるようになっており、CSAR任務のための機体が極めて手薄になっていた。これを補うため、軍事空輸軍団は、上記のCH-53C 2機のペイブロウIII規格への改修に続いて、更に25機のH-53の改修を要望したが、この際、ペイブロウIII規格だけでなく、それを更に強化したペイブロウIIIE（Enhanced）規格への改修も検討されるようになった。
IIIE規格では、ドップラー・慣性航法装置のリングレーザージャイロを更新するなどアップグレードを図るとともに衛星測位システムも更新し、FLIRシステムを改良するとともにコクピット照明を暗視装置対応とした。また赤外線妨害装置（IRCM）や電波妨害装置（ECM）、チャフ・フレア発射機など自機防御装置の装備の統一も図られた。機体構造においては装甲の強化が図られたほか、メインローターブレードはチタン複合材のものに換装された。後には、艦上運用を想定して、ローターブレードの折りたたみ機能も付加されている。
ハニーバジャー作戦の準備を通じて、ペイブロウIIIの有用性が広く認識されていたこともあって、既存機のMH-53J規格への改修は議会からも支持された。1986年から1990年にかけて、HH-53B/CおよびCH-53C計31機がMH-53J規格に改修された。またこれとあわせて、HH-53Hのうちこの時点で生き残っていた11機も同規格に改修された。

## MH-53M ペイブロウIV

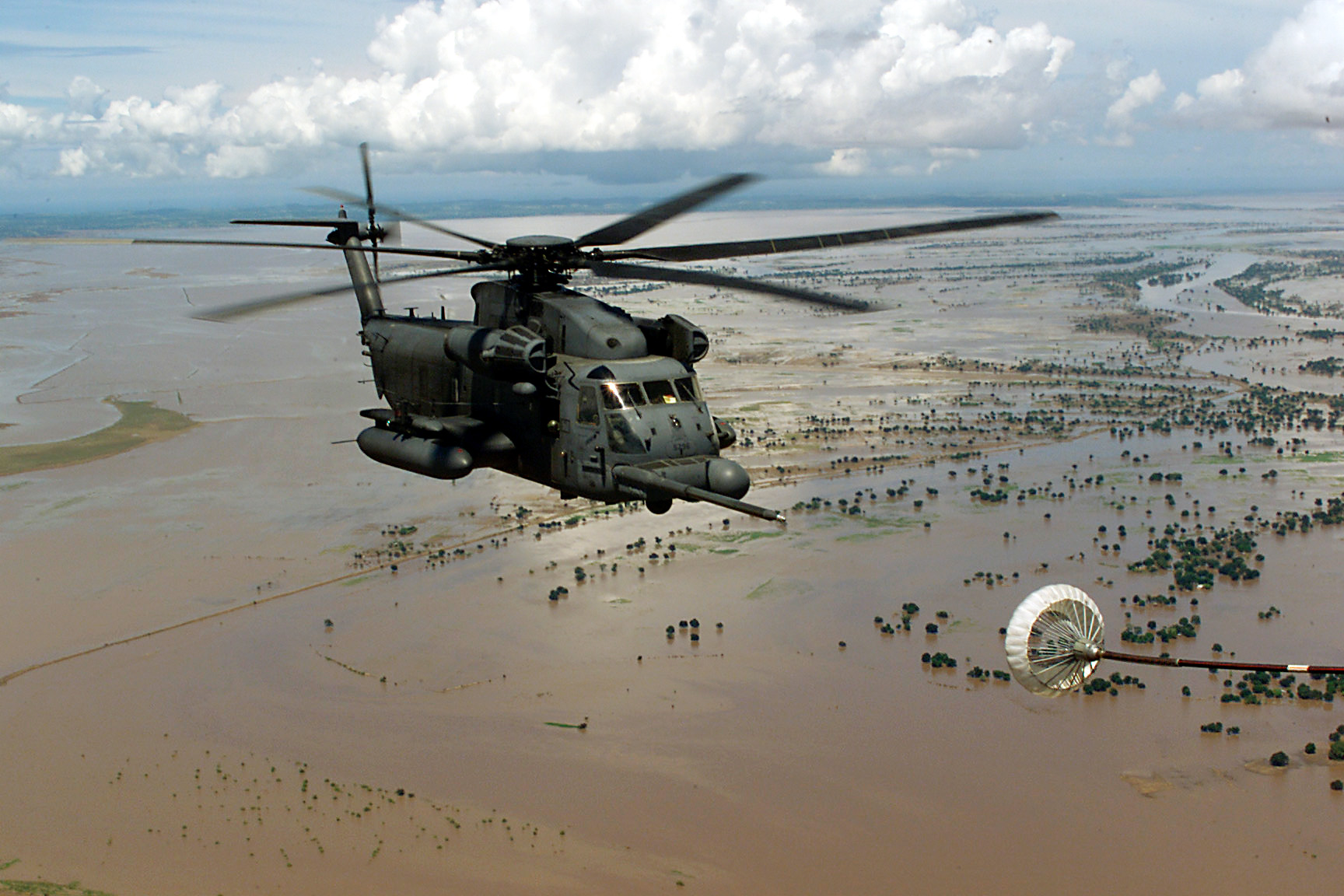
MC-130Pからの空中給油を受けるMH-53M

MH-53Jの就役直後から様々な改良が計画されたが、その一つが双方向防御アビオニクス・システム/多任務先進戦術端末（Interactive Defense Avionics Systems/Multi-Mission Advanced Tactical Terminal, IDAS/MATT）であった。これは航法システムや電子戦システムなどを強化するとともにセンサーシステムからの情報を統合し、更にリアルタイムで情報資料や作戦情報を受信・表示することで、状況認識・脅威対処能力を向上させるというものであった。
IDAS/MATTの開発は1993年より着手され、第18飛行試験飛行隊 (18th FLTS) での運用試験を経て、1998年4月より、これを搭載した機体の引き渡しが開始された。同システムは極めて画期的なものであり、また異なる維持管理支援体制が必要になることから、機体そのものが改称されることになり、同年6月より、MH-53M ペイブロウIVと称されるようになった。同年中に11機が改修されたのを皮切りに、既存のMH-53Jは順次にMH-53M規格へと改修されていった。
その後、2008年までにCV-22B オスプレイに更新されて、順次に運用を終了した。

## 登場作品

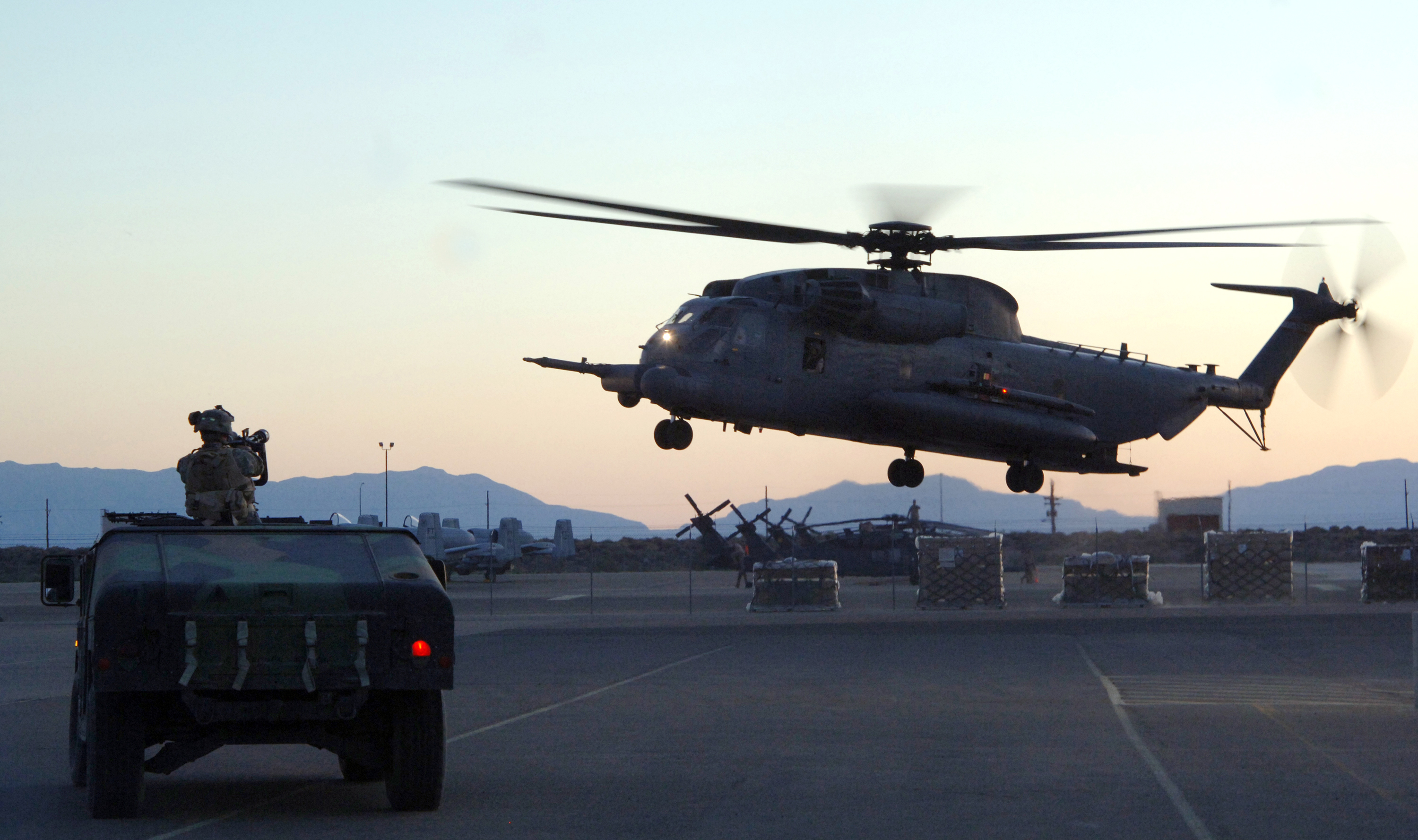
映画『トランスフォーマー』でのワンカット

### 映画
『ジャッカル』
ブルース・ウィリス演じるジャッカルの大統領夫人暗殺を阻止するため使用される。
『トータル・フィアーズ』
核爆発後に大統領を救出する輸送機として登場。
『トランスフォーマー』
ディセプティコンズの1人、ブラックアウトが変形する。
『バイオハザードIII』
アンブレラ社の地下施設からスーパーアンデッドを積んだコンテナを輸送する際に登場。
『パシフィック・リム』
PPDC司令官の移動時などに登場。なお、小説版ではCH-53K キングスタリオンとされている。

### 小説
『いま、そこにある危機』
MH-53Jが登場する。執筆の際、著者は空軍の広報担当者に依頼して、実際のパイロットにインタビューする機会を得ていた。これは空軍のCSAR部隊にとって貴重な広報の機会であったため、空軍側は映画への出演も熱望したが、陸軍特殊部隊の反対を受けて、陸軍のヘリコプターに変更された。
『亡国のイージス』
防衛庁情報局（DAIS）が対テロ特殊部隊の輸送に使用。

### ゲーム
『Double Clutch』
アメリカ軍が使用し、主人公達の輸送に使われる。
『コール オブ デューティシリーズ』
『CoD:MW2』
キャンペーンでローチ達を救出するために登場する他、終盤にもシェパードたちの乗るゾディアックボートを回収するために登場する。また、マルチプレイではキルストリーク報酬として航空支援を受けられる。
『CoD:MW3』
マルチプレイにて、アサルトストリーク報酬として航空支援を受けられる。
『マーセナリーズ2 ワールド イン フレームス』
「リベレーター」という名称で登場し、連合軍が使用する。ドアガンとして機体両側にM134 ミニガンが搭載されている。